# Hiệp hội thể thao điện tử Hàn Quốc
Hiệp hội thể thao điện tử Hàn Quốc (tiếng Hàn: 한국 e스포츠 협회, tiếng Anh: Korea e-Sports Association) hay gọi tắt là KeSPA là một cơ quan Hàn Quốc được thành lập để quản lý thể thao điện tử ở Hàn Quốc. Tính đến  năm tháng 6 năm 2012 đây là cơ quan quản lý 25 môn thể thao điện tử, bao gồm cả Starcraft II: Heart of the Swarm, Liên Minh Huyền Thoại, Dota 2 và Counter Strike.

## Lịch sử
KeSPA được thành lập vào năm 2000 sau khi được sự đồng ý của Bộ Văn hoá, Thể thao và Du lịch Hàn Quốc. Mục tiêu chính là làm cho eSports trở thành một sự kiện thể thao chính thức và để củng cố vị trí thương mại của eSports trong tất cả các lĩnh vực. Với nhiệm vụ quản lý việc phát sóng thể thao điện tử, tổ chức các sự kiện mới, và các điều kiện làm việc của các progamer, cũng như khuyến khích chơi trò chơi điện tử trong dân chúng nói chung. Trong năm 2008, SK Telecom đã đứng đầu trong hội đồng quản trị, làm Seo Jin-woo trở thành chủ tịch của tổ chức. KeSPA có các kênh truyền hình điện tử như Ongamenet, Trò chơi MBC, GOMtv, Và Pandora TV, cũng như 23 nhà báo điện tử và hơn mười hai đội thể thao điện tử. Ngoài ra, còn có một hệ thống xếp hạng.
Vào ngày 11 tháng 5 năm 2012 sau nhiều thông báo từ KeSPA về sự chuyển tiếp giữa StarCraft: Brood War và StarCraft II, đã thông báo rằng họ sẽ hợp tác với Major League Gaming, một tổ chức eSports ở Mỹ để gửi các cầu thủ của KeSPA tham gia MLG. 
Vào ngày 27 tháng 10 năm 2014, KeSPA, cùng với Riot Games và Ongamenet, đã đưa ra đưa ra các chính sách mới nhằm hướng tới những người chơi eSports chuyên nghiệp của Hàn Quốc. Một số thay đổi lớn bao gồm mức lương tối thiểu cho những người chơi eSports chuyên nghiệp nhằm cạnh tranh với các môn thể thao truyền thống phổ biến và đặt ra mức tối thiểu 1 năm cho hợp đồng giữa người chơi và đội bắt đầu vào mùa giải 2016. Cũng có nhiều sự thay đổi cụ thể trong League of Legends , bao gồm bắt buộc các công ty tối thiểu một đội với 10 người chơi mỗi đội và bắt đầu chuyển từ giải đấu sang định dạng giải đấu cho vòng loại World Cup của Hàn Quốc.
Một bài viết vào năm 2016 của ESPN cho biết, KeSPA đã thông báo rằng nó sẽ đóng cửa Starcraft ProLeague. Bài báo cho biết chủ tịch của KeSPA, Jun Byung Hun, nói rằng họ đã ngừng Starcraft ProLeague của họ do ProLeagues có quá ít tuyển thủ yêu cầu, và vấn đề liên quan đến tài trợ và cũng như trận đấu. 

## Tranh cãi bán độ

### Trận bán độ năm 2010
Vào tháng 4/2010, tại giải đấu mùa e-Sports 2009 đã có 11 tuyển thủ Starcraft bị cấm tham gia các giải đấu điện tử trong tương lai vĩnh viễn khi có dính míu đến 12 trang web cờ bạc bất hợp pháp. Họ cùng chủ trang web này và nhân viên có liên quan đều bị KeSPA buộc tội hình sự. Theo thông tin được biết thì những tuyển thủ này đã được hối lộ để tiết lộ thông tin và gian lận trong khi thi đấu nhằm chủ trang web trên thu được lợi nhuận khổng lồ.

### Trận bán độ năm 2015
Một bài báo năm 2016 của Kotaku cho biết, hai người chơi KeSPA, Lee "Life" Seung và Jung "Bbyong" Woo Yong, đã bị truy tố.
Bài báo nói rằng Lee "Life" Seung, một trong những người chơi Starcraft 2 tài giỏi nhất trên thế giới, bị buộc tội nhận 70.000.000 won (khoảng 62.000 đô la Mỹ) để cố tình thua hai trận KeSPA Cup vào năm 2015. 
Một bài báo khác năm 2016 của Kotaku cho biết, giải đấu mà "Bbyong" cố tình thua một trận là GSL Season 1 vào năm 2015.

## Tranh chấp quyền sở hữu trí tuệ
Trong năm 2008, sự sụt giảm về doanh thu cũng như quảng cáo trên các phương tiện truyền thông của e-Sport đã gây ra một sự lo ngại rằng nhà phát triển trò chơi điện tử Blizzard Entertainment sẽ yêu cầu tiền hoa hồng từ việc sở hữu bản quyền trí tuệ của KeSPA. Việc đàm phán diễn ra khá tồi tệ vào năm 2010, khi họ chỉ cho phép GomTV phát hành Blizzard games. KeSPA cũng tuyên bố việc thách thức bản quyền trí tuệ của Blizzard. Tuy vậy vào tháng 5 năm 2011, tranh chấp cuối cùng đã được giải quyết, cho phép Ongamenet (OGN) và Munhwa Broadcasting Corporation (MBC) chính thức phát hành trò chơi Brood War.